# HV Jahn II
Jahn II is een Nederlandse handbalvereniging uit het Groningse Stadskanaal. De club is op 25 oktober 1928 opgericht en is een van de oudste actieve handbalverenigingen van Nederland. Naast dat Jahn II een handbalvereniging is in Stadskanaal is het ook een gymnastiek-, atletiek-, basketbalvereniging in de gemeente.
In 1930 werd kroonde het herenteam van Jahn II zich als eerste veldkampioen van Nederland. Tevens was het eerste herenteam van Jahn II rond eind jaren 80 twee seizoenen actief op het hoogste niveau van Nederland.

## Resultaten
Heren (1982 - 2011)
- 1982 3e
Tweede divisie A
- 1983 1e
Tweede divisie A
- 1984 5e
Eerste divisie A
- 1985 6e
Eerste divisie A
- 1986 2e
Eerste divisie A
- 1987 1e
Eerste divisie A
- 1988 10e
Eredivisie
- 1989 11e
Eredivisie
- 1990 4e
Eerste divisie A
- 1991 7e
Eerste divisie A
- 1992 9e
Eerste divisie A
- 1993 2e
Eerste divisie A
- 1994 7e
Eerste divisie A
- 1995 12e
Eerste divisie A
- 1996 9e
Tweede divisie A
- 1997
- 1998
- 1999
- 2000
- 2001 2e
Derde divisie A
- 2002 2e
Derde divisie A
- 2003 1e
Regioklasse A
- 2004 11e
Hoofdklasse A
- 2005 9e
Regioklasse A
- 2006 3e
Regioklasse A
- 2007
- 2008
- 2009
- 2010
- 2011 11e
Regioklasse A

- Eredivisie
- Eerste divisie
- Tweede divisie
- Hoofdklasse

## Erelijst
Heren
| Nationaal               |    |         |
| Eerste divisie          | 1x | 1986/87 |
| Tweede divisie          | 1x | 1982/83 |
| Regioklasse             | 1x | 2002/03 |
| Landskampioenschap Veld | 1x | 1930    |